# Centro Comercial Parque Melilha
O Centro Comercial Murias Parque Melilla é o único centro comercial da cidade espanhola de Melilla. Está localizado na zona sudeste da cidade, no solar do antigo Quartel de Valenzuela, próximo à fronteira de Beni Enzar.

## História
Conquanto o projecto de localizar um shopping no solar do antigo Quartel de Valenzuela era bastante antigo, não foi até o 2 de julho de 2014 se modificou o PGOU e o 7 de setembro de 2016 quando a Cidade Autónoma de Melilla concedeu permissão para sua construção, com a urbanização do solar quando foi possível, começando as obras ao pouco.
Foi inaugurado o 29 de novembro de 2017 e abriu suas portas ao dia seguinte.

## Descrição
O centro conta com um desenho aberto, com um estacionamento com uma capacidade para 1.350 veículos no sótano, bem como no térreo, onde se situam praças, que organizam os acessos aos módulos comerciais de duas plantas, com mais de 40.000 m²
Conta com grandes superfícies como Eroski, 2.000 m², Leroy Merlin, Decathlon e Worten, 2.000 m², lojas de moda;  Cortefiel ou Zara e uma zona de restauração, Burger King.